# Fort Driant

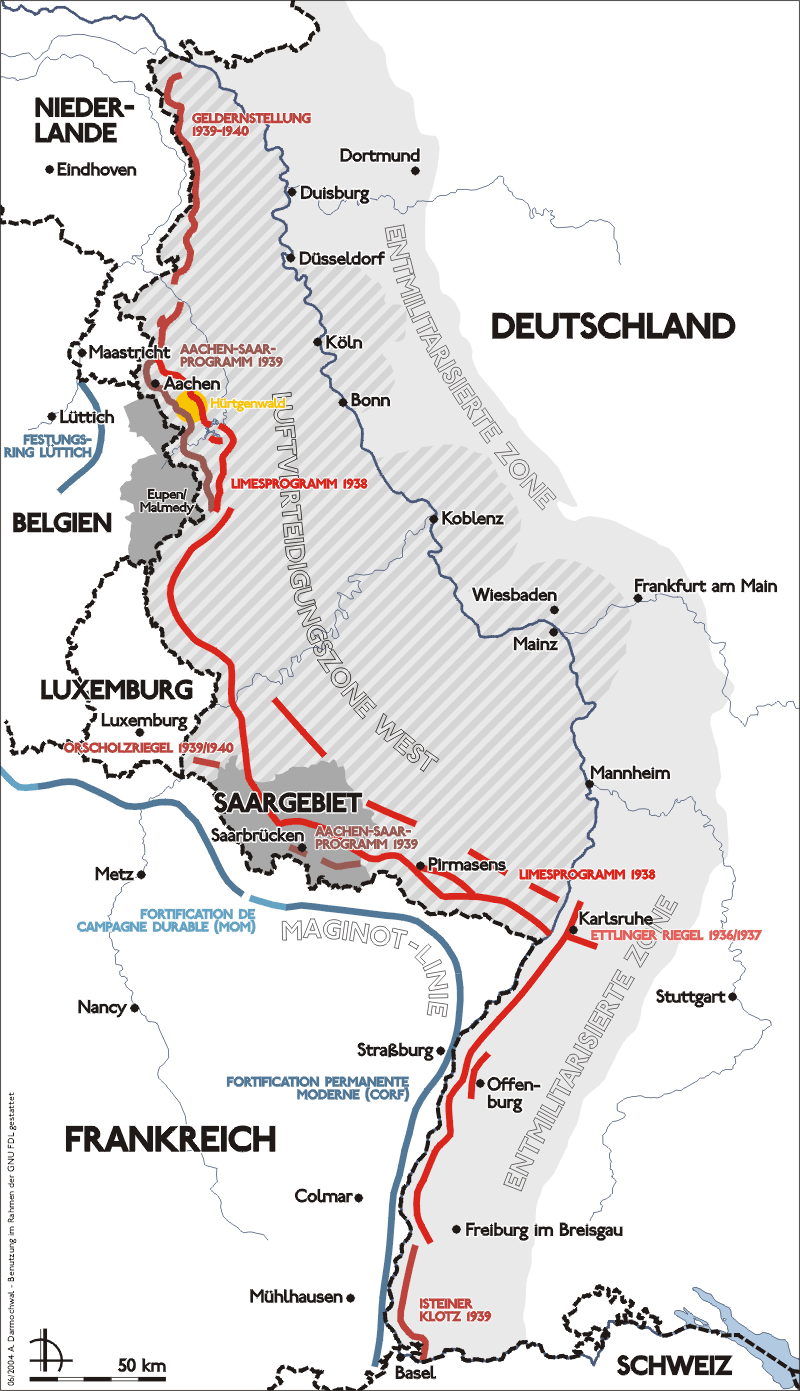
Linia Zygfryda

Fort Driant – fortyfikacja na Linii Zygfryda z okresu I i II wojny światowej.

## Historia

### Powstanie i I wojna światowa
Fort wybudowano w 1902 roku jako część wału ochronnego, mającego strzec kraju w razie ataku ze strony II Rzeszy. Mimo iż było to miejsce świetnie umocnione, Niemcy po wybuchu I wojny światowej zdobyli je i dalej umacniali, lecz według swojego projektu. Gdy fort znów znalazł się w rękach Francuzów, ci nie ustawali w budowie umocnień, choć Driant był już najsilniejszą fortyfikacją w Europie. Często porównywano go z fortem Daumont pod Verdun, ale ten nie mógł już dorównać Driantowi.
Swoją nazwę fort zawdzięczał podpułkownikowi Driantowi, który poległ w walce w Daumont.

## II wojna światowa
W okresie panowania III Rzeszy Driant stał się elementem Linii Zygfryda. Był faworyzowany przez Hitlera, który kazał ulepszać go zbrojnym betonem, w którego skuteczność szczerze wierzył.
We wrześniu 1944 roku wojska amerykańskie stanęły przed trudnym zadaniem zdobycia fortu. Był to ruch ryzykowny, ale właściwie konieczny – inne opcje zdobycia Metzu były dużo bardziej niebezpieczne.
27 września rozpoczął się atak żołnierzy 3 Armii Pattona na fort Driant. Jeszcze tego samego dnia ludzie musieli się jednak wycofać. 3 października kompania G wysłana w ramach posiłków wyruszyła do drugiego natarcia. Poniosła jednak porażkę i wycofała się 13 października. Jej straty przekraczały 60%, zaś kompania B została uległa prawie całkowitej zagładzie.
Fort skapitulował w marcu 1945 roku wskutek odcięcia dróg zaopatrzeniowych i długotrwałego oblężenia.

## Opis
Fort miał powierzchnię 144 ha. Naokoło niego biegła fosa o głębokości 10 i szerokości 20 m. Tuż obok niej znajdowały się szerokie zasieki drutu kolczastego, a pod nim miny wszelkiego rodzaju. W środku stacjonował dwutysięczny garnizon i bateria ciężkiej artylerii umieszczona na podestach, które wysuwały się z ziemi, czyniło działa niewrażliwe na ataki z powietrza. Pod ziemią znajdowało się stanowisko dowodzenia, magazyny, punkt medyczny i większość koszar. Do fortu wiodło tylko jedno wejście, przez odsłoniętą groblę. Brama była ciężką, metalowa konstrukcją otwierana skomplikowanym mechanizmem. Na okolicznych wzgórzach znajdowało się pięć baterii artyleryjskich i dziesiątki schronów i minibunkrów wyposażonych w ciężka broń maszynową.